# Ringlinie

Übersicht von Verkehrslinien, Ringlinie in rot

Eine Ringlinie oder Rundlinie, auch Ringverkehr, Rundverkehr, Ringkurs, Ringstrecke, Rundkurs oder seltener Kreislinie genannt, ist eine spezielle ringförmige Linienführung im öffentlichen Personennahverkehr, bei der Anfangs- und Endpunkt identisch sind. Sie kann
- um ein Zentrum herum,
- aus einem Zentrum heraus und an anderer Stelle wieder in dieses Zentrum hinein,
- als Quartierlinie ausschließlich durch einen oder mehrere Stadt- bzw. Ortsteile führen.

Eine Besonderheit sind Ringlinienführungen im Anschluss an Radial- oder Durchmesserlinien (Weiterführung am Endpunkt einer geradlinigen Führung in Ringform).
Wenn Ringlinien ein Stadtzentrum in einem großen Bogen umfahren, ergeben sich Querverbindungen zwischen Stadtteilen. Die Fahrgäste sparen dabei Fahrzeit (bzw. Reisezeit) und müssen seltener umsteigen. Sehr ähnliche Aufgaben erfüllen Tangentiallinien und Halbringe (beispielsweise in Köln die Stadtbahnlinie 13 „Gürtellinie“ oder die ehemalige Schnellbuslinie 39 in Hamburg).

## Schienenpersonenverkehr

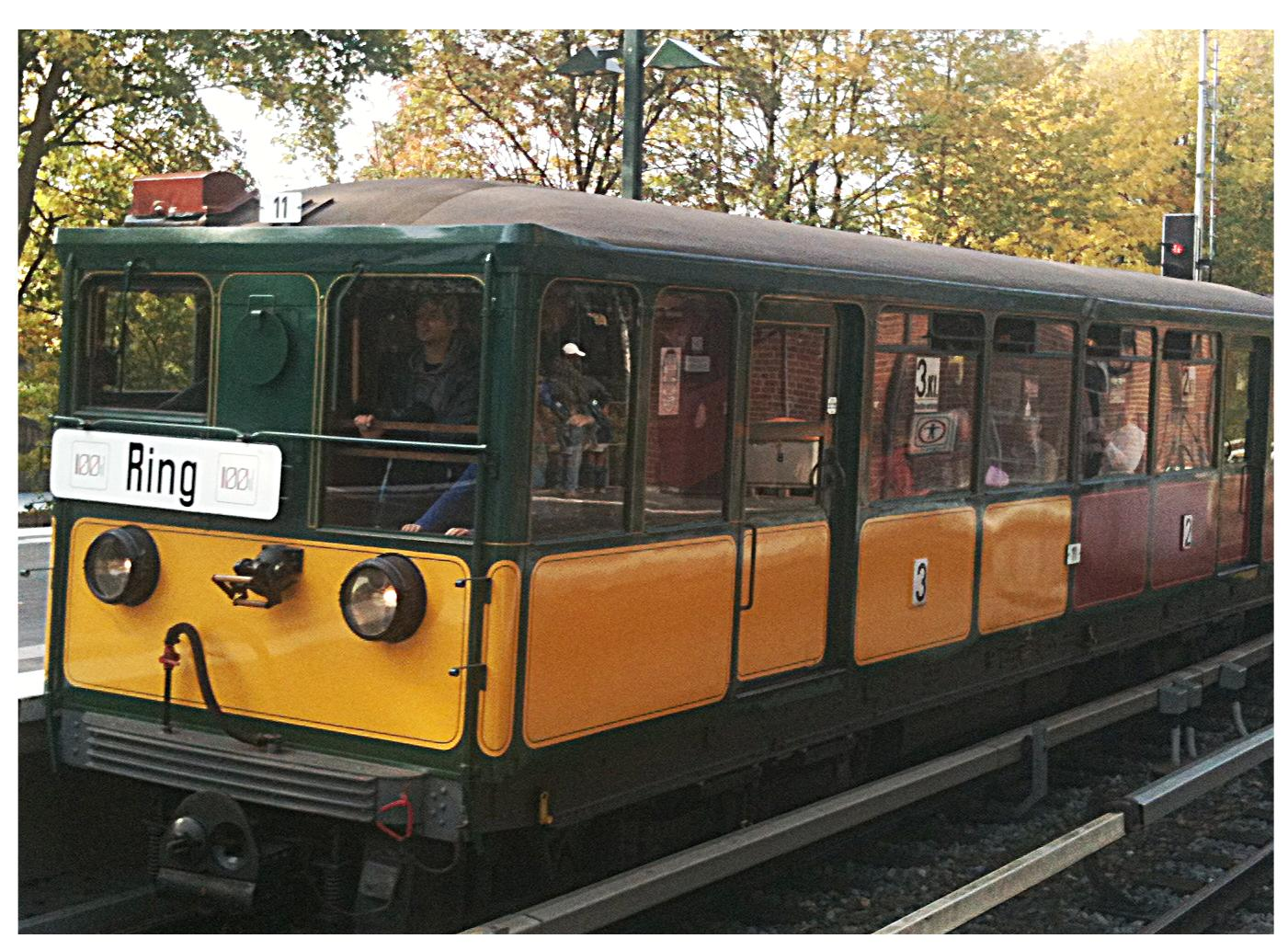
Linienbezeichnung Ring bei der Hamburger Hochbahn

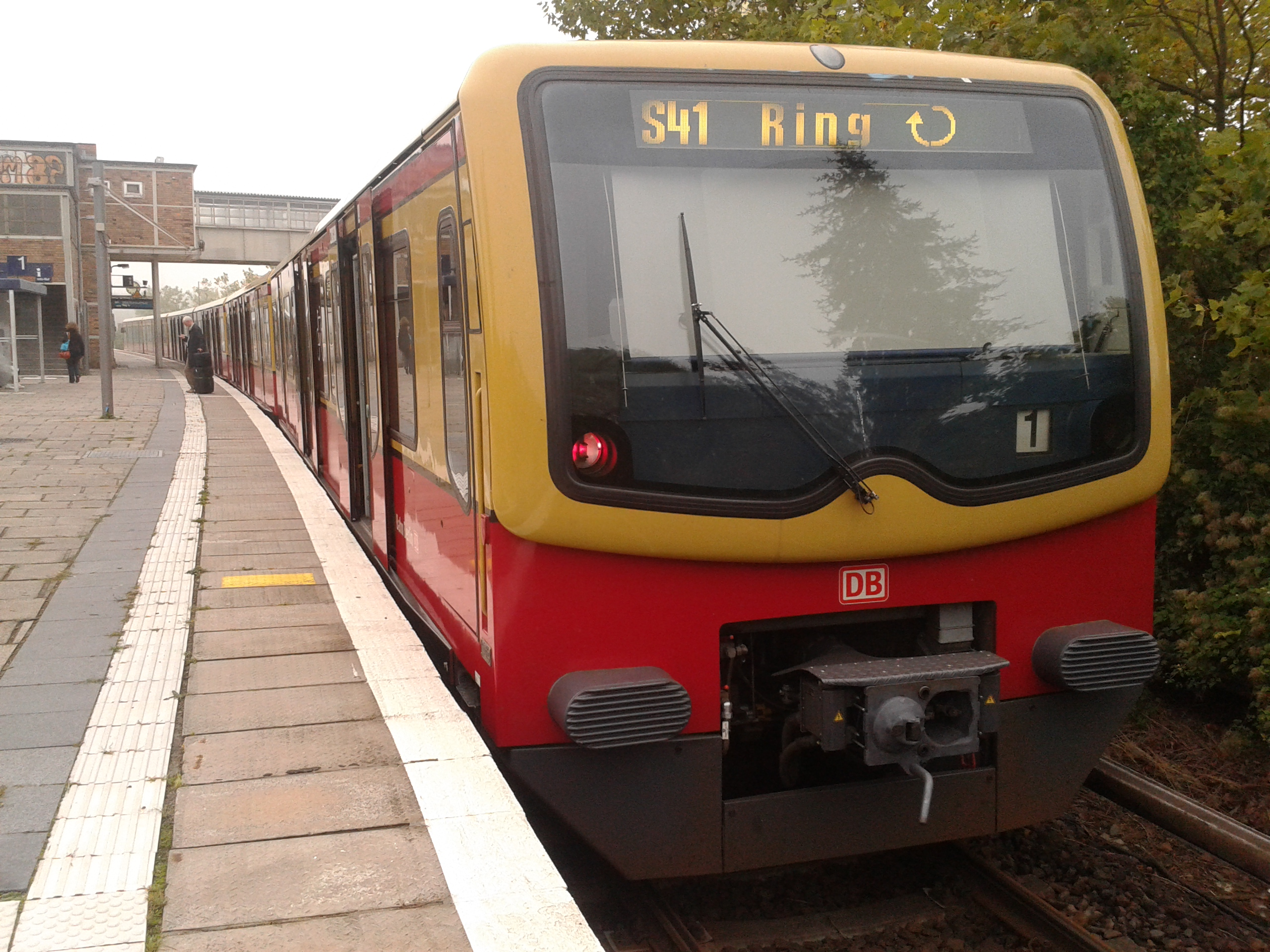
Zug der Linie S41 der Berliner S-Bahn

Die einzigen Ringe in deutschen U- und S-Bahn-Systemen sind der Berliner S-Bahn-Ring (seit 1877) und der Hamburger U-Bahn-Ring (seit 1912) sowie die Linie S1 der S-Bahn Hannover. Der Berliner Ring war infolge der Teilung der Stadt von 1961 bis 2002 unterbrochen. Der Hamburger Ring war ab 1967 betrieblich auf die Linien U2 und U3 aufgeteilt und wurde am 29. Juni 2009 als geschlossen befahrene Ringlinie (U3) wiederhergestellt (unter Integration der Abzweigstrecke nach Wandsbek-Gartenstadt). Die S1 in Hannover befährt die Strecke Minden – Haste – Hannover Hauptbahnhof – Barsinghausen – Bad Nenndorf – Haste. Als Fahrtziel wird ab Minden jedoch nicht Haste, sondern „Hannover Hbf“ angegeben. Aufgrund dieser Ringführung ergeben sich zusätzliche Nutzungsmöglichkeiten durch ein Umsteigen in Haste (dort auch Anschluss an RE-Züge in Richtung Hannover).
Die Straßenbahn Naumburg hatte von 1907 bis 1991 einen Rundkurs. Es bestehen Forderungen nach einer Wiederinbetriebnahme.
In der Schweiz betreibt die Südostbahn seit 2013 die Linie S 4 der S-Bahn St. Gallen als Ringlinie Sargans – St. Margrethen – Rorschach – St. Gallen – Uznach – Ziegelbrücke – Sargans.
Eine geradlinig geführte Linie kann – beispielsweise in einem Vorort – statt an einer Endhaltestelle auch mit einer Schleife (Ring) enden. Entsprechende Linienführungen gibt es unter anderem bei der Metro Los Angeles (Blue Line).
Eine Kombination aus einem innerstädtischen Ring und gleich zwei Radiallinien bietet die Linie 5 der Oslo T-bane. Diese beginnt auf einem der beiden Außenäste, durchfährt den Ring eineinhalbmal (wobei einige Stationen zweimal bedient werden) und endet dann auf dem anderen Außenast.
Ein Beispiel einer Ringlinie, die durch ein Stadtzentrum führt, ist die Linie C7 der »Cercanías Madrid«. Die Ostseite der Ringlinie führt zwischen den Fernbahnhöfen Chamartín und Atocha durch die Oströhre des Túnel de la risa, über einen engen Bogen nochmal durch zentrumsnah zum Bahnhof Principe Pío. Zwischen Principe Pío und Chamartín reicht der Ring, der abschnittsweise auch von den Zügen anderer Linien befahren wird, bei Las Rosas etwa zehn Kilometer vom Stadtzentrum Richtung Nordwesten.
Weltweit existieren über 30 Ringlinien in U- und S-Bahn-ähnlichen Systemen. Prominente Beispiele sind die U-Bahn-Ringlinien in London (Circle Line), Glasgow, Kopenhagen, Madrid und Moskau sowie die Yamanote- und die Ōedo-Linie in Tokio.

## Straßenpersonenverkehr
Bereits beim ersten öffentlichen Nahverkehrssystem der Welt, den 1662 in Paris eingeführten Carrosses à cinq sols, war eine von insgesamt fünf Routen als Ringlinie ausgeführt.
Ringlinien im Straßenpersonenverkehr gibt es heute häufig bei sternförmigen Nachtnetzen (meistens Nachtbusse, teilweise aber auch bei der Straßenbahn). Die Verkehrsmittel fahren nur in einer Richtung, wobei durch den Ringbetrieb mit einer Linie jeweils mehrere Strecken der Tageslinien abgedeckt werden können. In mittelgroßen Städten werden Ringbuslinien auch im regulären Tagesbetrieb von modernen Stadtbussystemen eingesetzt. Ein Beispiel hierfür ist der Stadtbus Gütersloh. Ringe mit längerem Fahrweg werden tagsüber meistens in beiden Richtungen befahren, in der Schwachverkehrszeit entfällt dann die Bedienung einer Richtung.
Auch Straßenbahnen können Ringlinien befahren. Bei den Berliner Straßenbahnen bestanden zwischen 1879 und 1951 zeitgleich bis zu neun ineinander verschachtelte Ringlinien, von denen die Linie 1 (Ringbahn bzw. Stadtring) am längsten bestand. In Hamburg gab es bis 1954 einen großen Alsterring, der von der Linie 18 bedient wurde. Die Straßenbahn Dresden betrieb von 1909 bis 2000 – mit Unterbrechungen – die Linie 26 auf dem Stadtring, der durch diese Linie noch heute umgangssprachlich den Namen „26er Ring“ trägt.

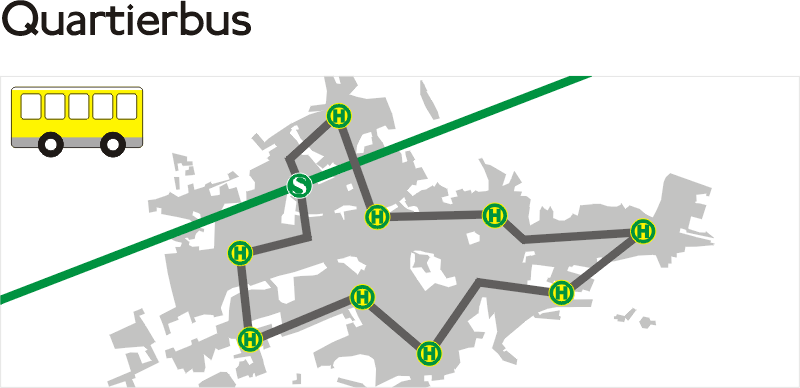
Quartierlinie mit Schnellbahnanschluss

Um einzelne Stadtteile großflächig und mit vielen Haltestellen bedienen zu können, werden oft Ringverkehre eingesetzt. Diese „Quartiersbusse“ beginnen an einem zentralen Umsteigebahnhof mit Anschlüssen zu direkten Bahn- oder Buslinien ins Stadtzentrum. Die Linienbedienung erfolgt nur in einer Richtung. Es werden quasi zwei Buslinien zu einem Ring zusammengefügt; die eine Linie wird auf der Hinfahrt, die andere bei der Rückfahrt bedient.
Eine direkte Linie aus dem Zentrum (zum Beispiel ein Metrobus) kann in einem Vorort statt einer Endhaltestelle auch eine Schleife (Ring) bedienen, sie wird dann in diesem Bereich zu einer Quartierlinie mit umsteigefreiem City-Anschluss. Nachteil: zu große Busse (Gelenkbusse) der Direktlinie befahren die Ringstrecke durch Stadtteile mit oft nur geringem Fahrgastaufkommen.
In kleineren Städten werden häufig im Spätverkehr Buslinien zu einer Ringlinie zusammengelegt. Die Bedienung erfolgt dann ähnlich einer Quartierlinie, wobei auch drei oder mehr Linien zusammengefasst werden können. Ein Problem ist dabei die möglichst übersichtliche Gestaltung der Aushangfahrpläne. Meistens sind Vorteile durch zusätzlich entstehende Direktverbindungen schwer erkennbar, das Liniennetz wird unübersichtlich.
Dünn besiedelte Regionen oder Gebiete mit hoher Motorisierungsdichte eignen sich besonders für Rundverkehre. Im Orts- und Regionalbus-Bereich verbinden sie beispielsweise einzelne oder auch mehrere Gemeinden bzw. Ortsteile mit dem nächsten Hauptort oder einer Schnellbahnstation (Verkehrsknotenpunkt). Der Einsatz von Kleinbussen auf Ringlinien macht dort, wo große Busse auf Direktlinien unrentabel waren und durch Anruflinien ersetzt wurden, wieder einen kostengünstigen regulären Busverkehr möglich.

Straßenbahnzug auf der Berliner Linie 8 (Nordring), um 1932
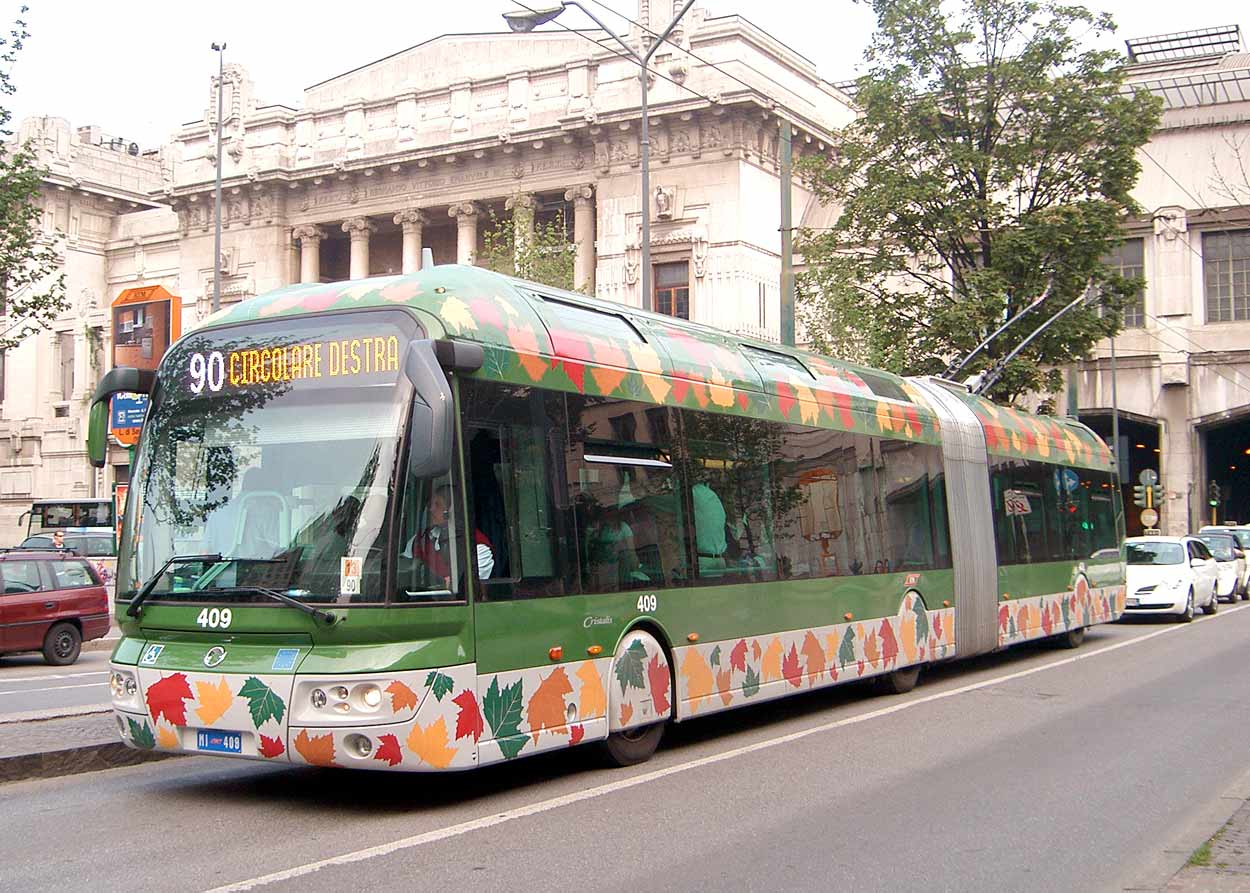
Ringlinie 90 beim Oberleitungsbus Mailand. Die Zielbeschilderung „circolare destra“ bedeutet übersetzt „rechtsdrehend“, das heißt im Uhrzeigersinn
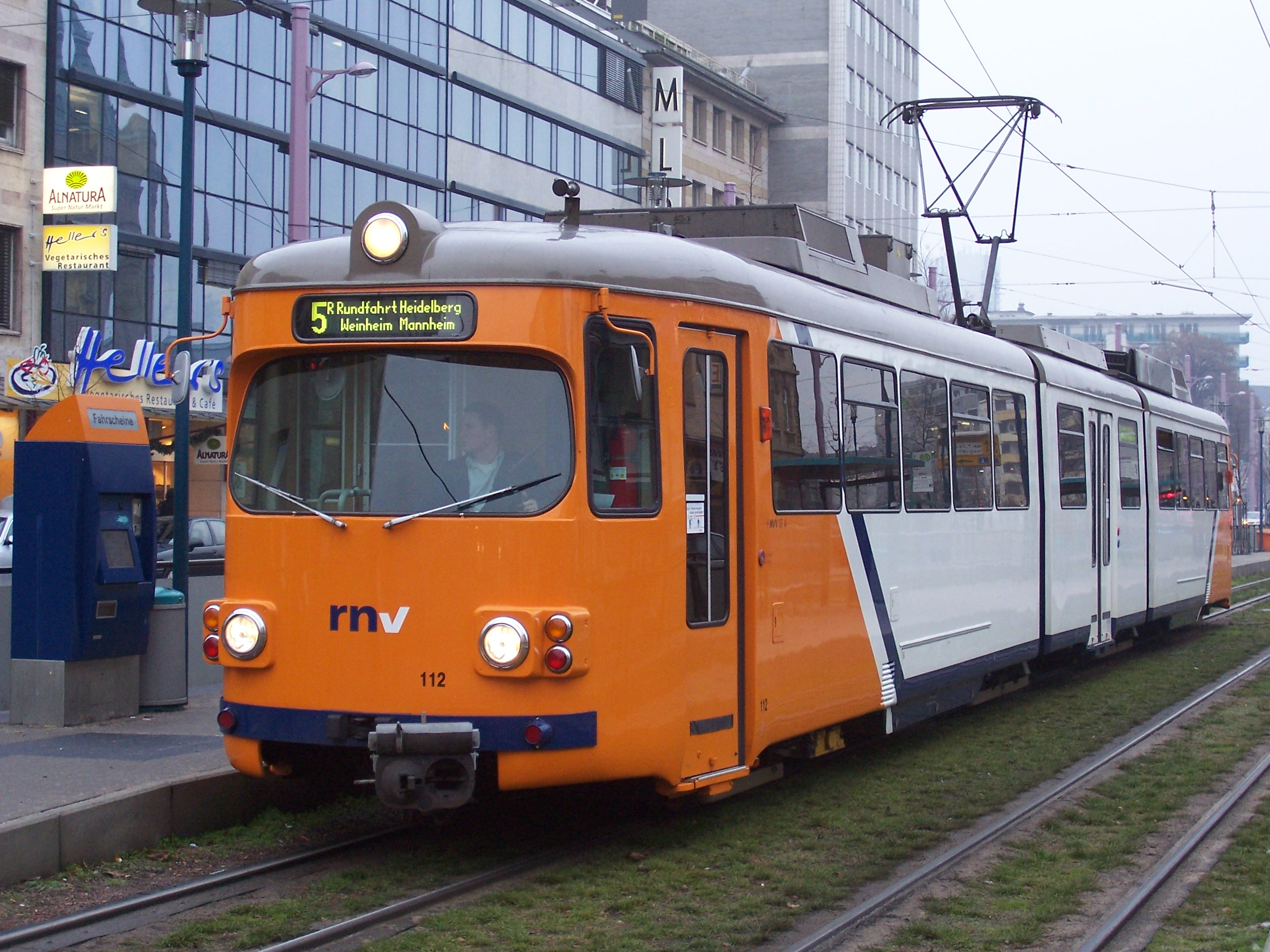
Die Linie 5R der Rhein-Neckar-Verkehr GmbH, das R steht für Rundfahrt

## Linienbezeichnung
In Breslau (seit 1948), Innsbruck (1923–1924) und Miskolc (1970–2015) werden beziehungsweise wurden die Ringlinien – in Anlehnung an die Form der Ziffer – jeweils mit der ansonsten unüblichen Ziffer „0“ gekennzeichnet. Bei der Straßenbahn Posen und der Straßenbahn Stettin gilt dies heute für die mit historischen Fahrzeugen betriebenen Ringlinien für Touristen. Gleiches galt für die Sonderlinie 0 der Straßenbahn Frankfurt am Main, die von 1938 bis 1942 als spezielle Stadtrundfahrtlinie mit Musikbeschallung und Apfelwein-Ausschank zu einem Sondertarif verkehrte und als Vorläufer des heutigen Ebbelwei-Expreß gilt. In Hamburg und Hannover wiederum war der jeweils einzigen Ringlinie früher der Linienbuchstabe R zugeteilt.

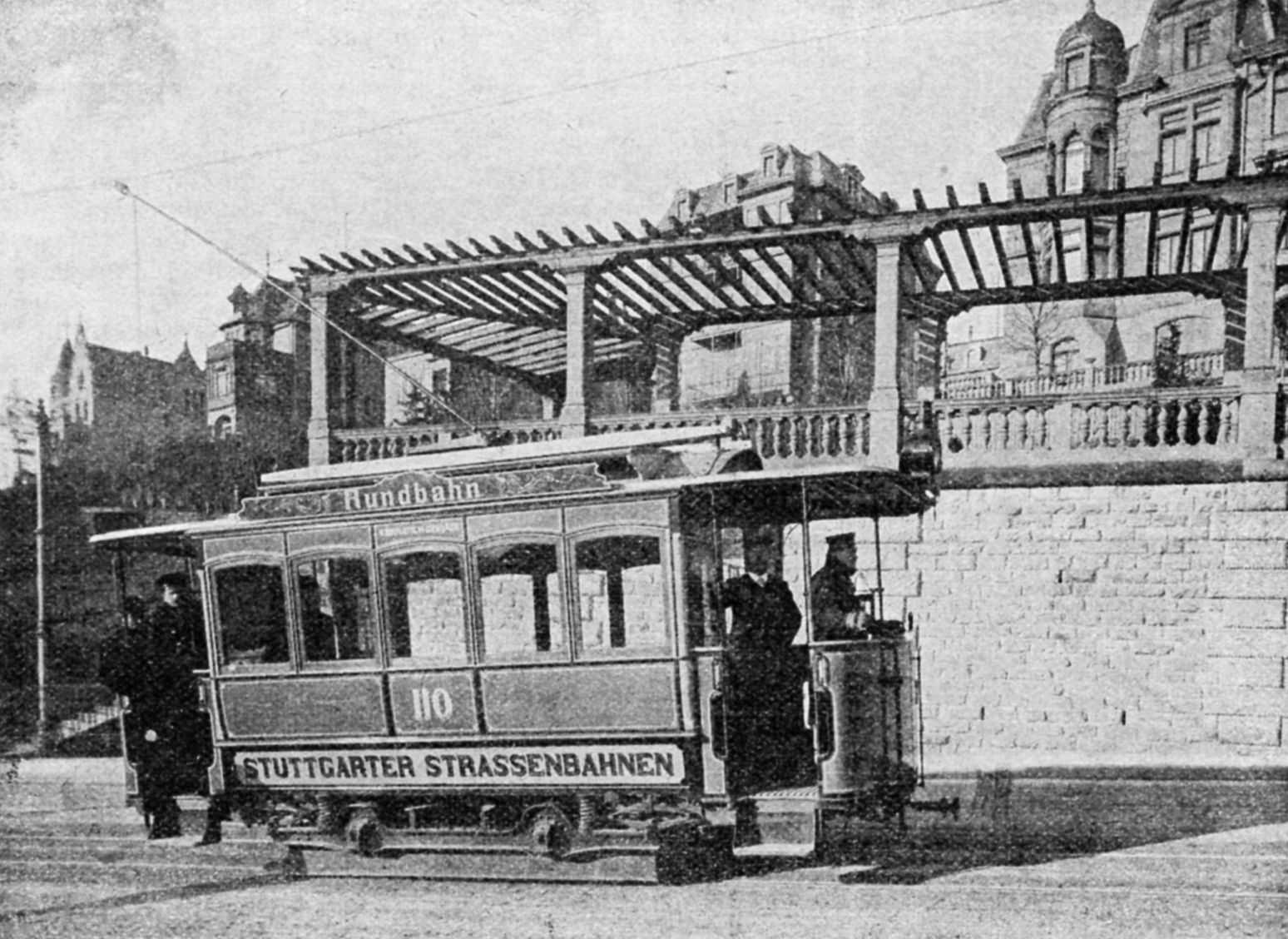
Ein Straßenbahnwagen mit der Linienbezeichnung Rundbahn in Stuttgart (1898)
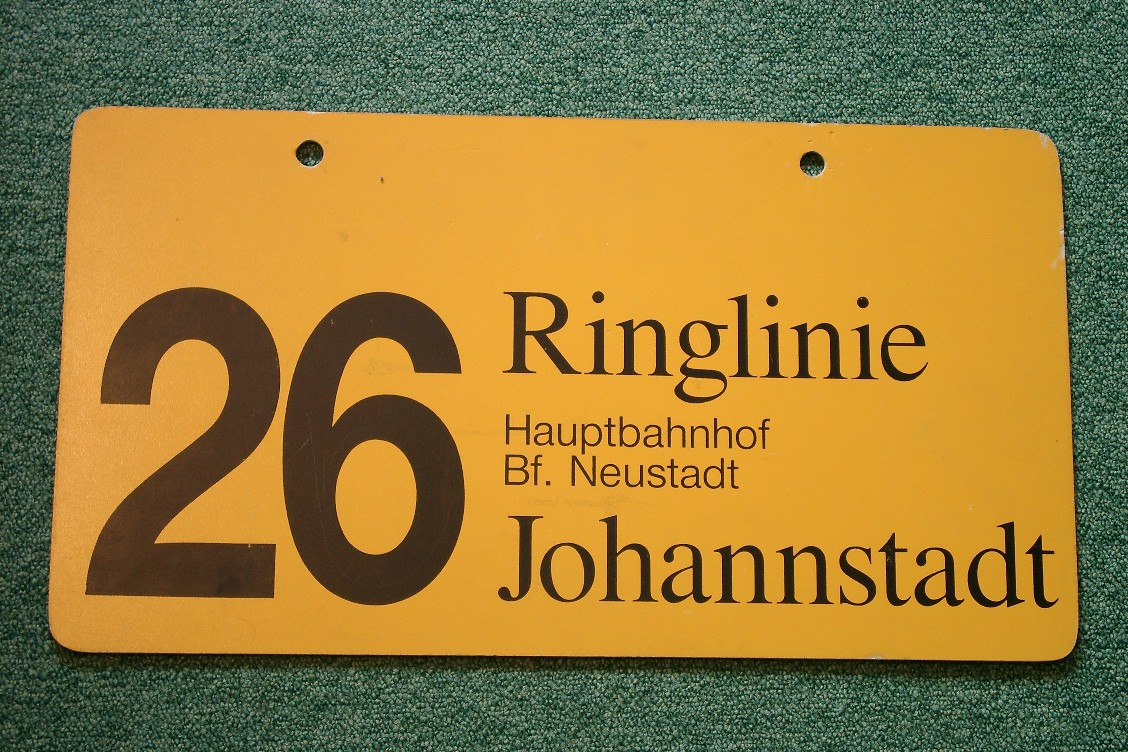
Schild der ehemaligen Linie 26 in Dresden
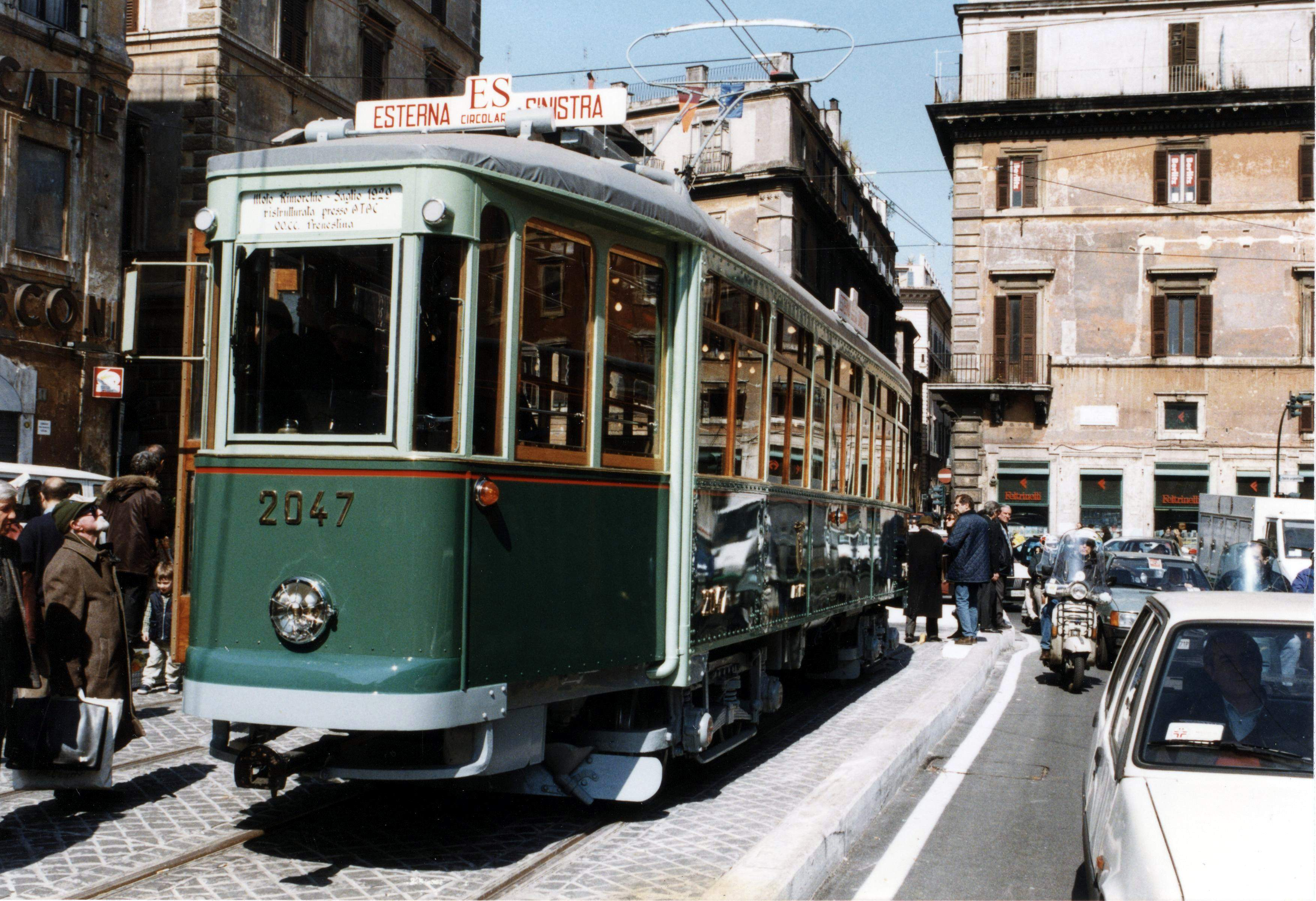
Rom: die Linienbezeichnung ES für Esterna Sinistra wies auf diejenige Ringlinie hin, die den sogenannten Außenring linksdrehend befuhr
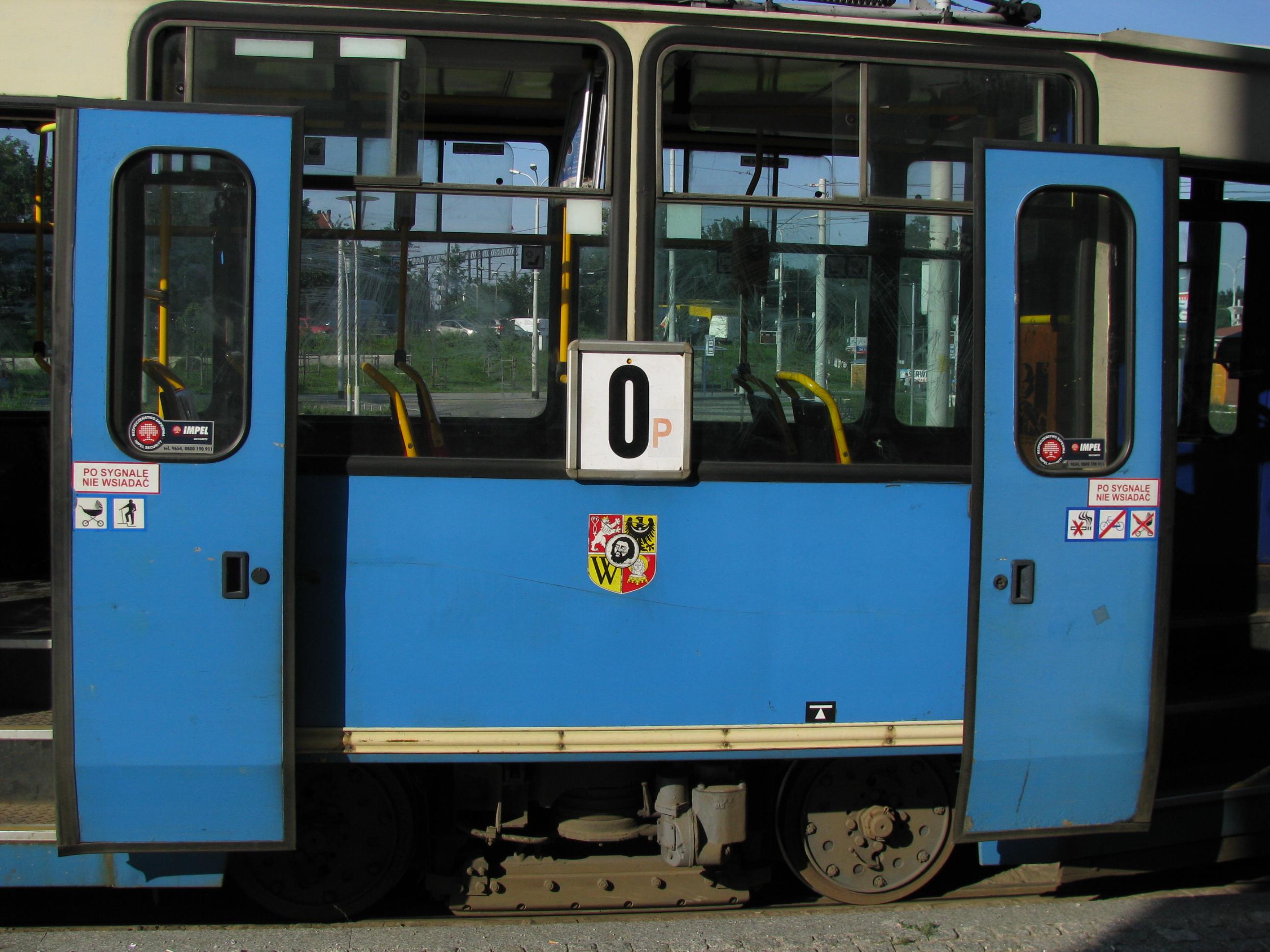
Ein Wagen der Ringlinie 0 in Breslau, der kleine Zusatzbuchstabe P in roter Schrift gibt die Fahrtrichtung an - Uhrzeigersinn
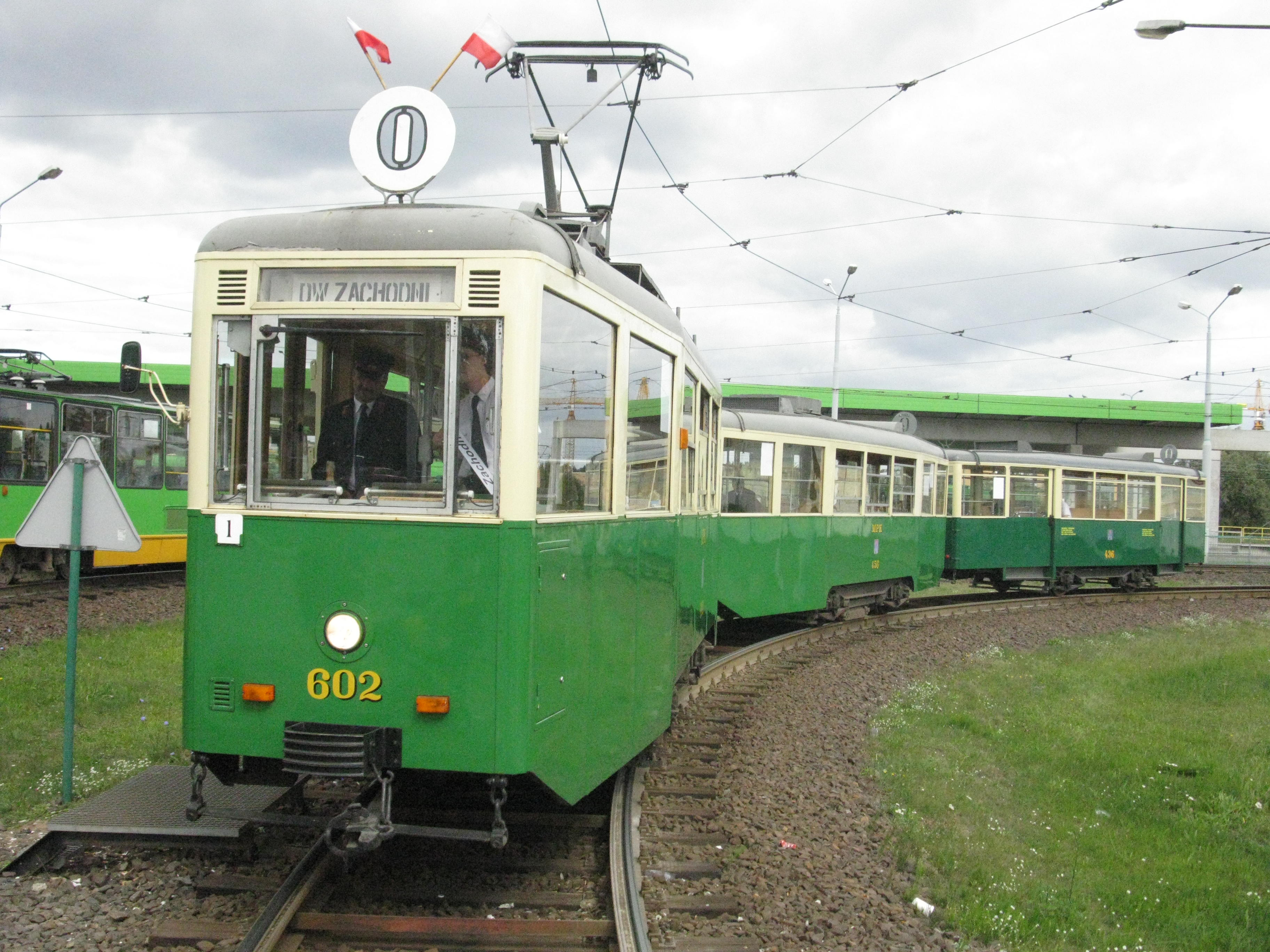
Ein Zug der historischen Ringlinie 0 in Posen

Teilweise haben beziehungsweise hatten Ringlinien nach Fahrtrichtung getrennte Liniennummern. Hierbei wird zur Unterscheidung zwischen der rechtsdrehenden und der linksdrehenden Route teilweise auf Zusatzbuchstaben, gestrichene Liniensignale, rote Liniennummern oder Linienfarben zurückgegriffen:
| Netz                                           | ↩ im Uhrzeigersinn                                                        | ↪ gegen den Uhrzeigersinn                                               |
| ---------------------------------------------- | ------------------------------------------------------------------------- | ----------------------------------------------------------------------- |
| S-Bahn Berlin                                  | S41                                                                       | S42                                                                     |
| Straßenbahn Mainz                              | 3                                                                         | 4                                                                       |
| Straßenbahn Naumburg                           | 1                                                                         | 2                                                                       |
| Straßenbahn Nordhausen                         | grünes Liniensignal                                                       | rotes Liniensignal                                                      |
| Aachener Straßenbahn und Energieversorgungs-AG | 3B und 13B                                                                | 3A und 13A                                                              |
| Stadtwerken Münster                            | 34                                                                        | 33                                                                      |
| Wiener Elektrische Stadtbahn                   | GD                                                                        | DG                                                                      |
| Straßenbahn Wien                               | 1 und 14                                                                  | 2 und 12                                                                |
| Oberleitungsbus Salzburg                       | 1 (ehemals M)                                                             | 2 (ehemals L)                                                           |
| Straßenbahn Genf                               | 1A                                                                        | 1B                                                                      |
| Straßenbahn Breslau                            | 0P (prawo = rechts)                                                       | 0L (lewo = links)                                                       |
| Straßenbahn Budapest                           | 63                                                                        | 61                                                                      |
| Straßenbahn Rom                                | CD und ED                                                                 | CS und ES                                                               |
| Straßenbahn Florenz                            | 19                                                                        | 19                                                                      |
| Straßenbahn Mailand                            | 26 und 30                                                                 | 25 und 29                                                               |
| Oberleitungsbus Mailand                        | 90                                                                        | 91                                                                      |
| Oberleitungsbus Bologna                        | 32                                                                        | 33                                                                      |
| Oberleitungsbus Lecce                          | 31                                                                        | 30                                                                      |
| Oberleitungsbus Catania                        | 5                                                                         | 5                                                                       |
| Oberleitungsbus Neapel                         | CD                                                                        | CS                                                                      |
| Straßenbahn Oradea                             | 1N und 3N (negru = schwarz)                                               | 1R und 3R (roșu = rot)                                                  |
| Straßenbahn Timișoara                          | 6 und 7                                                                   | 6 und 7                                                                 |
| Oberleitungsbus Timișoara                      | 18                                                                        | 18                                                                      |
| Slatina                                        | 12                                                                        | 12                                                                      |
| Blagoweschtschensk                             | 2V                                                                        | 2K                                                                      |
| Straßenbahn Helsinki                           | 7A                                                                        | 7B                                                                      |
| Straßenbahn Lissabon                           | 4, 10, 14, 22, 25 und 29                                                  | 5, 11, 14A, 23, 26 und 30                                               |
| Glasgow Subway                                 | Fahrten auf dem äußeren Ringgleis (outer circle) mit der Kennfarbe Orange | Fahrten auf dem inneren Ringgleis (inner circle) mit der Kennfarbe Grau |
| Sylter Verkehrsgesellschaft                    | 3a                                                                        | 3                                                                       |
| Straßenbahn Bremerhaven                        | 3                                                                         | 2                                                                       |
| Straßenbahn Essen                              | 101                                                                       | 106                                                                     |
| Busverkehr in Chemnitz                         | 82A (Ringbus)                                                             | 82B                                                                     |
| PaderSprinter (Stadtbus Paderborn)             | 10 (großer Ring) 13 (kleiner Ring Hbf-Mönkeloh)                           | 20 (großer Ring) 23 (kleiner Ring Hbf-Mönkeloh)                         |

Vor Einführung von Liniennummern sprach man oft von einer Rundbahn; im englischsprachigen Raum hat sich diese Bezeichnung auch bei modernen U-Bahnen noch als Circle Line erhalten, ebenso im spanischsprachigen Raum bei der Linie 6 der Metro Madrid als Circular.